# QJY-88
La QJY-88 (en chino: 88式通用机, 1988 shì Tongyong Jiqiang, que significa "ametralladora de propósito general modelo 1988"), también conocida como Tipo 88 LMG, es una ametralladora ligera/ametralladora de propósito general china que utiliza la munición 5,8 × 42 mm. Tenía la intención de reemplazar la obsoleta ametralladora Tipo 67 en servicio en el PLA.
Diseñado a fines de la década de 1980 por China North Industries Corporation, también conocido como Norinco, fue creada en forma de prototipo en 1989 antes de ser aprobado para su producción en 1999.